# Rychtal (gromada)
Rychtal – dawna gromada, czyli najmniejsza jednostka podziału terytorialnego Polskiej Rzeczypospolitej Ludowej w latach 1954–1972.
Gromady, z gromadzkimi radami narodowymi (GRN) jako organami władzy najniższego stopnia na wsi, funkcjonowały od reformy reorganizującej administrację wiejską przeprowadzonej jesienią 1954 do momentu ich zniesienia z dniem 1 stycznia 1973, tym samym wypierając organizację gminną w latach 1954–1972.
Gromadę Rychtal z siedzibą GRN w Rychtalu utworzono – jako jedną z 8759 gromad na obszarze Polski – w powiecie kępińskim w woj. poznańskim, na mocy uchwały nr 23/54 WRN w Poznaniu z dnia 5 października 1954. W skład jednostki weszły obszary dotychczasowych gromad Darnowiec, Krzyżowniki, Proszów, Rychtal, Skoroszów i Zgorzelec ze zniesionej gminy Rychtal w tymże powiecie. Dla gromady ustalono 22 członków gromadzkiej rady narodowej.
1 stycznia 1960 do gromady Rychtal włączono obszar zniesionej gromady Buczek w tymże powiecie.
1 stycznia 1962 do gromady Rychtal włączono miejscowości Droszki, Gierczyce, Lubica, Remiszówka i Ryniec ze znoszonej gromady Nowawieś Książęca w tymże powiecie.
Gromada przetrwała do końca 1972 roku, czyli do kolejnej reformy gminnej. 1 stycznia 1973 w powiecie kępińskim reaktywowano gminę Rychtal.